# Luis Rubiños
Luis Rubiños Cerna (Trujillo, 31 de dezembro de 1940) é um ex-futebolista peruano. Ele competiu na Copa do Mundo FIFA de 1970, sediada no México, na qual a seleção de seu país terminou na sétima colocação dentre os 16 participantes.
Além da Seleção Peruana, Rubiños destacou-se com as camisas de Sporting Cristal e Universitario, sendo pentacampeão nacional (4 títulos pelo Sporting e um representando o Universitario, em 1974). Atuou também por Defensor Lima, Carlos A. Manucci (onde chegou a ser jogador e técnico). Encerrou a carreira em 1977, mas voltou a jogar algumas partidas pelo San Agustín, já aos 44 anos de idade. Pendurou as luvas definitivamente em 1985.